# Repcze János
Repcze János (1905. június 26., Budapest – 1985. március 2., Budapest) magyar grafikus és festőművész, aki elsősorban alkalmazott grafikával foglalkozott, de korának kiemelkedő munkái voltak színházi díszlettervei és festményei is. Munkássága meghatározó volt a 20. századi magyar grafikai művészetben, különösen a plakátművészet és könyvillusztráció területén.
Rendkívül színes hagyatékot hagyott maga után, de munkái viszonylag ritkán bukkannak fel aukciókon.

## Tanulmányai
Művészeti tanulmányait Kernstok Károly és Csabai Ékes Lajos szabadiskolájában kezdte, majd a budapesti Iparművészeti Főiskolán folytatta, ahol mestere Haranghy Jenő volt. Tanulmányai során elsajátította a kor modern grafikai áramlatait, és stílusára nagy hatással volt Kassák Lajos és Moholy-Nagy László formavilága.

## Pályafutása
1930 és 1950 között az Athenaeum Nyomda tervezőgrafikusaként dolgozott, ahol számos plakátot, könyvillusztrációt és egyéb grafikai munkát készített. Plakáttervein érzékelhető volt a konstruktivizmus és a Bauhaus hatása, amelyek Magyarországon is meghatározó irányzatok voltak ebben az időszakban.
A második világháború után egyre nagyobb figyelmet kapott, és a könyvkiadás területén is jelentős szerepet játszott. 1947-ben illusztrálta Thomas Mann József és testvérei című művének bibliofil kiadását, amely nagy elismerést váltott ki. Maga Thomas Mann is levélben gratulált neki az „igényes, nemes ízléssel végzett illusztrációkért”.
Az 1960-as években több folyóiratban, elsősorban a Látóhatárban jelentek meg illusztrációi.

## Híresebb művei
Repcze János számos kiemelkedő grafikai munkát alkotott, amelyek közül a legismertebbek:
- József és testvérei (Thomas Mann, bibliofil kiadás, 1947) – illusztrációk
- Arany János összes költeményei – könyvillusztrációk
- Nikotex dohányáruk plakátjai[6]
- Tej plakát
- Herz szalámi plakát[3]

## Kiállítások és díjak
Repcze János műveit több hazai és nemzetközi kiállításon bemutatták:
- 1927: Nemzetközi Plakátfesztivál – Nagydíj
- 1943: Egyéni kiállítás a Szalmássy Galériában
- 1955, 1957, 1960: Kollektív kiállítások a Műcsarnokban

Munkái több jelentős közgyűjteménybe is bekerültek, köztük "Kövezők" és "Lenin bejelenti hatalomátvételét" című festményei Magyar Nemzeti Galéria Jelenkori Gyűjteményébe.

## Öröksége
Repcze János jelentős hatást gyakorolt a magyar plakátművészetre és könyvillusztrációra. Munkássága révén a konstruktivista és modernista grafikai elemek beépültek a magyar vizuális kultúrába. Halála után is számos retrospektív kiállításon szerepeltek művei, és grafikái és plakátjai ma is keresettek a műgyűjtők körében.